# NGC 5553
NGC 5553 (również PGC 51105 lub UGC 9160) – galaktyka spiralna (Sa), znajdująca się w gwiazdozbiorze Wolarza. Odkrył ją John Herschel 6 maja 1831 roku. Jest to galaktyka z aktywnym jądrem typu LINER.